# Oxandra unibracteata
Oxandra unibracteata är en kirimojaväxtart som beskrevs av J. C. Lopes, Junikka och Mello-silva. Oxandra unibracteata ingår i släktet Oxandra och familjen kirimojaväxter. Inga underarter finns listade i Catalogue of Life.